# 満鉄鮮満案内所
満鉄鮮満案内所（まんてつせんまんあんないしょ）は、南満州鉄道東京支社が朝鮮・満州及び中国を旅行する者に対し便宜をはかる目的で無料で相談に応じたり切符や周遊券の販売を行った施設。
東京の他、大阪・名古屋・門司・下関・新潟にも展開されていた。

## 概要
大正7年（1918年）8月1日、満鉄東京支社内に鮮満旅行の無料相談機関「鮮満案内所」が誕生した。
その前年から朝鮮総督府より朝鮮鉄道の経営を委託された満鉄は、東京にあった朝鮮鉄道営業案内所を廃止し、新たに鮮満案内所を開設した。
開設の告知広告は7月22日の東京朝日新聞や翌23日の読売新聞に掲載され、朝鮮満洲中国行きの旅行者に対し、鮮満地方状況の紹介から、旅行日程の作成、そして荷物運送や船車接続状況の説明まで、すべて無料で各般の便宜を図るとアピールしていた。
正式に開所した8月からは、東京発鮮満地方への直通切符や急行列車券、寝台券の発売なども手数料なしで取扱うようになった。
当初は東京市麹町区有楽町一丁目一番地にあったが、大正12年(1923年)4月21日、満鉄東京支社の丸の内ビルへの移転に伴い、鮮満案内所も東京商業会議所隣の場所から丸の内ビルの1階南側入口に移設した。
1日約6万人以上出入りする丸の内ビルの立地の良さを活かして、鮮満案内所の事業は大きく躍進を遂げた。
1923年度の問合件数は6,702件、切符の売上は21,989円70銭、印刷物の配布は42,375部の多数に達している。加えて、所内に陳列してある写真帖、参考書の閲覧や、印刷物をもらいに来る者は1日150 - 160名を下らないといわれていた。
道路に面した巨大ショーウィンドーが広告スペースとなり、「満蒙ノ風物ヲ意匠化シ背景ト為シ之レニ視察誘致ノ文句及案内業務科目等ヲ按配シ尚ホ満蒙ノ物産ヲ陳列」するなど、案内所の宣伝とともに満洲イメージの流布にも大きく寄与した。
案内所内での宣伝だけに止まらず、「印刷物ニ依ル勧誘」「出張勧誘」も積極的に行われている。

大正13年(1924年)5月15日に開かれた「鮮満案内所主任会議」で、東京鮮満案内所主任は印刷物での勧誘方法と効果について次のように述べている。
このように1920年代に入ってから、満鉄が観光誘致に力を入れるに伴い、ポスターやリーフレット、絵葉書といった宣伝印刷物の需要が急速に高まってきた。この時期の大正10年(1921年)10月、眞山孝治が嘱託画家として満鉄に迎えられている。

## 業務内容
- 満鮮地方状況の説明に関する事項
- 旅行日程の作成に関する事項
- 汽車の連絡時刻船車接続状況の説明事項
- 荷物運送に関する各種の説明事項
- 満鮮支那鉄道寝台の予約に関する事項
- 満鮮支那鉄道沿線に於ける旅館の紹介事項
- 急行列車券及寝台車券の発売

## 切符・周遊券
鮮満旅行には以下の割引切符や日本内地から朝鮮・満州へ渡る関釜連絡船と日満連絡船と鉄道の周遊券があった。
- 日鮮往復券(各等)

賃金二割引、通用六十日
- 日満往復券(各等)

賃金二割引、通用六十日
- 学生教員割引(三等)

賃金満鉄五割、省線商船二割引教員に限り二等も上記割引に応ず
- 日鮮満巡遊券(各等)

賃金二割引、通用六十日
- 日鮮日満団体券(二三等)

賃金五割引、通用六十日
- 日支往復券(各等)

賃金二割引、通用三箇月
- 日支団体券(各等)

賃金二割五分乃至五割引通用二箇月間
- 日支周遊券(各等)

賃金二割引、通用四箇月

## 案内所所在地
- 東京　丸ノ内ビルデング1階
- 大阪　東区堺筋瓦町
- 下関　要通り